# 23294 Sunao
23294 Sunao este un asteroid din centura principală de asteroizi.

## Descriere
23294 Sunao este un asteroid din centura principală de asteroizi. A fost descoperit pe 23 decembrie 2000 la Stația Anderson Mesa în cadrul programului LONEOS. Asteroidul prezintă o orbită caracterizată de o semiaxă mare de 2,36 ua, o excentricitate de 0,22 și o înclinație de 4,9° în raport cu ecliptica.